# Граф, Рена
Рена Граф (в девичестве — Мамедова; род. 26 апреля 1966, Баку) — немецкая и узбекистанская шахматистка, гроссмейстер (1999) среди женщин.
В составе сборной Узбекистана участница двух Олимпиад (1994 и 1998) и двух командных чемпионатов Азии (1995—1999).
Замужем за немецким гроссмейстером Александром Графом.

## Изменения рейтинга
| Графики недоступны из-за технических проблем. См. информацию на Фабрикаторе и на mediawiki.org. |